# Olympische Sommerspiele 1968/Teilnehmer (Bahamas)
| Gelbes Symbol für Goldmedaillen mit stilisierten Olympischen Ringen | Graues Symbol für Silbermedaillen mit stilisierten Olympischen Ringen | Braundes Symbol für Bronzemedaillen mit stilisierten Olympischen Ringen |
| ------------------------------------------------------------------- | --------------------------------------------------------------------- | ----------------------------------------------------------------------- |
| —                                                                   | —                                                                     | —                                                                       |

Die Bahamas nahmen an den Olympischen Sommerspielen 1968 in Mexiko-Stadt mit einer Delegation von 16 Sportlern (allesamt Männer) teil.

## Teilnehmer nach Sportarten

### Leichtathletik
- Bernie Nottage
100 Meter: Vorläufe
200 Meter: Viertelfinale
4 × 100 Meter: Halbfinale

- Norris Stubbs
100 Meter: Vorläufe
200 Meter: Vorläufe

- Tom Robinson
100 Meter: Vorläufe
4 × 100 Meter: Halbfinale

- Kevin Johnson
200 Meter: Viertelfinale
4 × 100 Meter: Halbfinale

- Leslie Miller
400 Meter: Vorläufe

- Jerry Wisdom
4 × 100 Meter: Halbfinale
Weitsprung: 30. Platz in der Qualifikation

- Anthony Balfour
Hochsprung: 36. Platz in der Qualifikation

- Tim Barrett
Dreisprung: 20. Platz in der Qualifikation

### Ringen
- Robert Nihon
Mittelgewicht, Freistil: 2. Runde

- Alexis Nihon
Halbschwergewicht, Freistil: 2. Runde

### Segeln
- Kenneth Albury
Finn-Dinghy: 28. Platz

- Durward Knowles
Star: 5. Platz

- Percival Knowles
Star: 5. Platz

- Godfrey Kelly
Drachen: 16. Platz

- David Kelly
Drachen: 16. Platz

- Roy Ramsay
Drachen: 16. Platz